# Luisa Enrichetta di Borbone-Conti
Luisa Enrichetta di Borbone (Parigi, 20 giugno 1726 – Parigi, 9 febbraio 1759) fu una principessa francese che, grazie al matrimonio, divenne Duchessa di Chartres (1743-1752) ed in seguito Duchessa d'Orléans (1752-1759), alla morte del suocero.
Luisa Enrichetta era l'unica figlia femmina di Luigi Armando II di Borbone, principe di Conti e di Luisa Elisabetta di Borbone.
Il 4 febbraio 1752 il marito divenne capo della Casa d'Orléans e Primo Principe del Sangue (Premier prince du sang), il personaggio pubblico più importante dopo i membri dell'immediata famiglia reale francese; la coppia ducale venne quindi intitolata degli appellativi di Monsieur le Prince e Madame la Princesse.
Luisa Enrichetta fu la nonna di Luigi Filippo, re dei Francesi; tra i suoi discendenti vi sono gli attuali pretendenti ai troni di Francia e d'Italia, nonché i re di Spagna e del Belgio.

## Biografia

### Infanzia

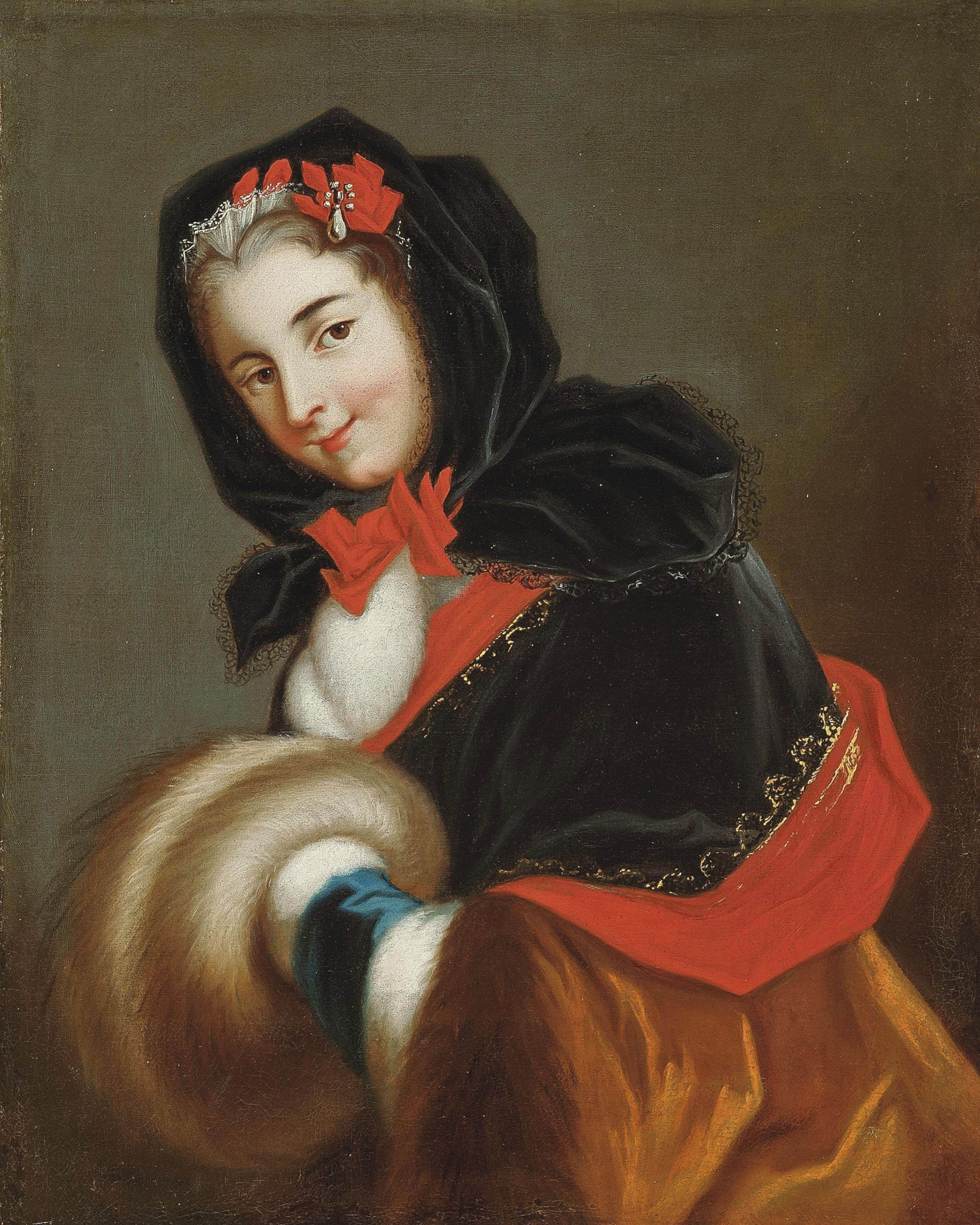
Luisa Enrichetta di Borbone-Conti

Dal momento che il nonno paterno ed il nonno materno erano fratelli, essa era figlia di genitori cugini primi tra di loro. La madre era la maggiore e la preferita delle figlie di Luisa Francesca di Borbone-Francia, a sua volta la più vecchia tra le figlie legittimate di Luigi XIV e Madame de Montespan.
In quanto membro della Casa di Borbone, Luisa Enrichetta era una Principessa del Sangue (Princesse du sang); in gioventù, a corte era conosciuta come Mademoiselle de Conti.

### Matrimonio

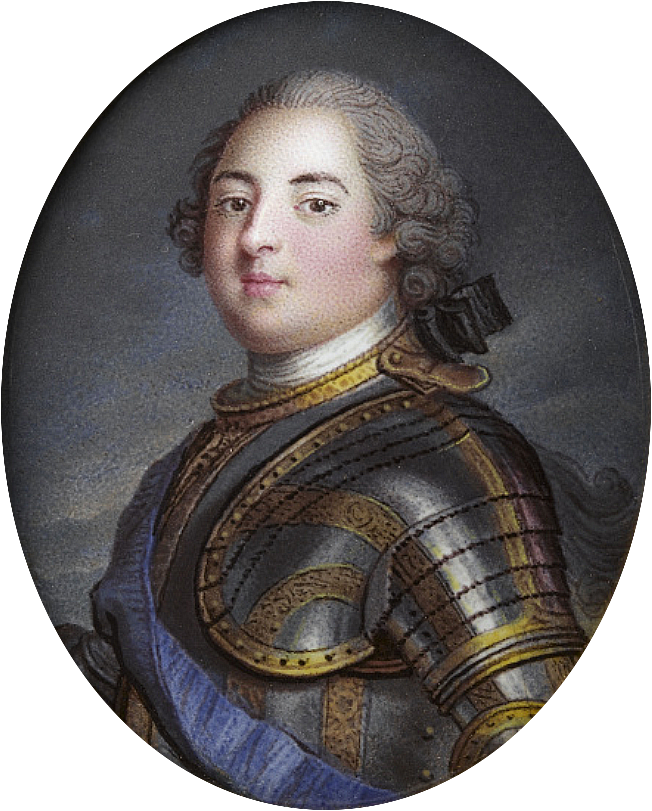
Luigi Filippo d'Orléans, marito di Luisa Enrichetta

Uno dei cugini di Luisa Enrichetta, Luigi Giovanni Maria di Borbone, duca di Penthièvre, figlio del Conte di Tolosa ed erede della Casa di Borbone-Penthièvre, chiese la sua mano. Le scelte della madre di lei caddero però sull'erede della più prestigiosa Casa d'Orléans e, il 17 dicembre 1743, all'età di diciassette anni, Luisa Enrichetta sposò il suo secondo cugino, Luigi Filippo d'Orléans, duca di Chartres, nella cappella della Reggia di Versailles.
La madre di Luisa Enrichetta, Luisa Elisabetta, con questo matrimonio intendeva porre fine alle rivalità famigliari tra le case borboniche di Condé e d'Orléans; la fonte del conflitto era l'animosità tra Luisa Francesca, principessa madre di Condé, e Francesca Maria, duchessa madre d'Orléans, rispettivamente madre e zia di Luisa Elisabetta, entrambe figlie legittimate di re Luigi XIV e Madame de Montespan.
Il padre dello sposo, Luigi d'Orléans, detto Il Pio, accettò la proposta soprattutto perché la giovane principessa era stata cresciuta in un convento; in ogni caso, dopo un inizio della relazione molto passionale, il comportamento scandaloso di Luisa Enrichetta causò la rottura della coppia.
In ogni caso, nel 1731 era già avvenuto un matrimonio tra i membri delle due casate, ossia quello del fratello maggiore di Enrichetta, Luigi Francesco di Borbone-Conti con Luisa Diana di Borbone-Orléans.

### Morte

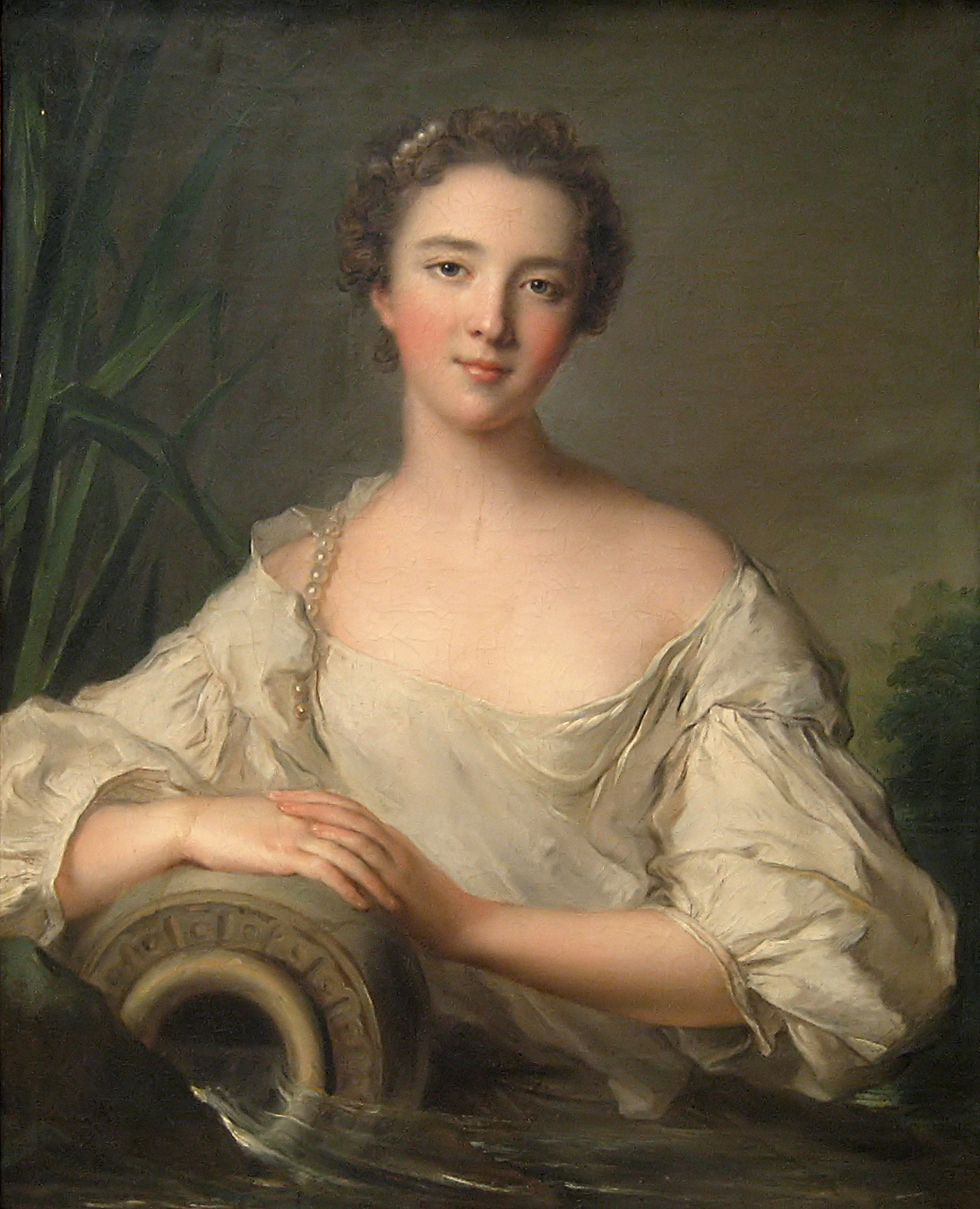
Luisa Enrichetta ritratta nei panni di Ebe dal pittore Jean-Marc Nattier (Metropolitan Museum of Art)

Luisa Enrichetta morì il 9 febbraio 1759 all'età di trentadue anni, con il marito ed i figli al suo capezzale al Palais-Royal, la residenza degli Orléans a Parigi. All'epoca si sussurrava che la sua morte prematura fosse una conseguenza della sua dissolutezza; i figli, rimasti orfani di madre, avevano undici e otto anni.
Dopo la sua morte, il marito ebbe numerose amanti ed infine trovò l'amore della sua vita nella spiritosa, ma già coniugata, marchesa di Montesson, che sposò quando anch'essa rimase vedova.
Così come la madre, che aveva ereditato i propri titoli attraverso i suoi antenati Condé, Luisa Enrichetta era Duchessa d'Étampes come proprio diritto, avendo ottenuto il titolo quando il marito divenne capo della Casa d'Orléans nel 1752; alla sua morte il titolo ducale venne ereditato dal figlio, che lo detennero finché non si estinse nel 1792, durante la Rivoluzione Francese.
Nel giugno 1759, poco dopo il suo dodicesimo compleanno, il giovane Luigi Filippo venne presentato alla corte di Versailles, per un incontro ufficiale con il re Luigi XV e la famiglia reale; nonostante la loro relazione distaccata, il Duca d'Orléans fu molto afflitto per la perdita della moglie e così pure il figlio.
Luisa Enrichetta venne sepolta al Val-de-Grâce a Parigi.

## Discendenza
Luisa Enrichetta e Luigi Filippo ebbero tre figli:
- una figlia (Castello di Saint-Cloud, 12/13 luglio 1745 – Castello di Saint-Cloud, 14 dicembre 1745);
- Luigi Filippo Giuseppe (Castello di Saint-Cloud, 13 aprile 1747 – Place de la Révolution, Parigi, 6 novembre 1793), conosciuto come Philippe-Égalité  durante il periodo della rivoluzione francese; alla nascita ricevette il titolo di Duca di Montpersier, divenne poi Duca di Chartres alla morte del nonno nel 1752 e Duca d'Orléans alla morte del padre nel 1785. Possibile marito per la principessa Cunegonda di Sassonia (1740-1826),[4] la figlia più giovane del re Augusto III di Polonia, sposò invece Luisa Maria Adelaide di Borbone, mademoiselle de Penthièvre dal quale ebbe Luigi Filippo, re dei Francesi;
- Luisa Maria Teresa Batilde (Castello di Saint-Cloud, 9 luglio 1750 – Parigi, 10 gennaio 1822), fu l'ultima Principessa di Condé; prima del matrimonio, a corte, era conosciuta semplicemente come Mademoiselle e, durante la rivoluzione francese, come Citoyenne Vérité. Venne considerata la possibilità di sposarla al duca Ferdinando I di Parma, ma venne data in moglie a Luigi Enrico Giuseppe di Borbone-Condé.

Tra i suoi amori extraconiugali, si dice che essa abbia avuto una relazione con il Conte di Melfort, che conobbe al castello di Saint-Cloud dopo la nascita del figlio Luigi Filippo.
Durante la rivoluzione del 1789, Philippe-Égalité dichiarò pubblicamente che il suo vero padre non era il marito di sua madre, ma piuttosto un cocchiere del Palais-Royal; questo effettivamente è poco probabile data la grande somiglianza tra Luigi Filippo ed il padre ufficiale.

## Titoli e trattamento
- 20 giugno 1726 – 17 dicembre 1743: Sua Altezza Serenissima Mademoiselle de Conti[6]
- 17 dicembre 1743 – 4 febbraio 1752: Sua Altezza Serenissima, la Duchessa di Chartres (Madame la Duchesse de Chartres)
- 4 febbraio 1752 – 9 febbraio 1759: Sua Altezza Serenissima, la Duchessa d'Orléans (Madame la Duchesse d'Orléans)[7]
  - Madame la Princesse, in quanto moglie del Primo Principe del Sangue
  - Sua Altezza Serenissima, la Duchessa d'Étampes, titolo che ereditò dalla madre quando sposò il Duca di Chartres; detenne quindi il titolo come suo proprio diritto

## Ascendenza
|                                    |                                    |                                    | Genitori                             |  |  | Nonni |  |  | Bisnonni                 |  |  | Trisnonni                  |  |
|                                    |                                    |                                    |                                      |  |  |       |  |  | Armando di Borbone-Conti |  |  | Enrico II di Borbone-Condé |  |
|                                    |                                    |                                    |                                      |  |  |       |  |  | Armando di Borbone-Conti |  |  | Enrico II di Borbone-Condé |  |
|                                    |                                    | Carlotta Margherita di Montmorency |                                      |  |  |       |  |  | Armando di Borbone-Conti |  |  |                            |  |
| Francesco Luigi di Borbone-Conti   |                                    |                                    |                                      |  |  |       |  |  | Armando di Borbone-Conti |  |  |                            |  |
|                                    |                                    | Anna Maria Martinozzi              | Geronimo Martinozzi                  |  |  |       |  |  |                          |  |  |                            |  |
|                                    |                                    | Anna Maria Martinozzi              | Geronimo Martinozzi                  |  |  |       |  |  |                          |  |  |                            |  |
|                                    |                                    | Anna Maria Martinozzi              | Laura Margherita Mazarino            |  |  |       |  |  |                          |  |  |                            |  |
| Luigi Armando II di Borbone-Conti  |                                    | Anna Maria Martinozzi              |                                      |  |  |       |  |  |                          |  |  |                            |  |
|                                    |                                    | Enrico III Giulio di Borbone-Condé | Luigi di Borbone, "Le Grand Condé"   |  |  |       |  |  |                          |  |  |                            |  |
|                                    |                                    | Enrico III Giulio di Borbone-Condé | Luigi di Borbone, "Le Grand Condé"   |  |  |       |  |  |                          |  |  |                            |  |
|                                    |                                    | Enrico III Giulio di Borbone-Condé | Chiara Clemenza di Maillé            |  |  |       |  |  |                          |  |  |                            |  |
| Maria Teresa di Borbone            |                                    | Enrico III Giulio di Borbone-Condé |                                      |  |  |       |  |  |                          |  |  |                            |  |
|                                    |                                    | Anna Enrichetta del Palatinato     | Edoardo del Palatinato-Simmern       |  |  |       |  |  |                          |  |  |                            |  |
|                                    |                                    | Anna Enrichetta del Palatinato     | Edoardo del Palatinato-Simmern       |  |  |       |  |  |                          |  |  |                            |  |
|                                    |                                    | Anna Enrichetta del Palatinato     | Anna Gonzaga                         |  |  |       |  |  |                          |  |  |                            |  |
| Luisa Enrichetta di Borbone        |                                    | Anna Enrichetta del Palatinato     |                                      |  |  |       |  |  |                          |  |  |                            |  |
|                                    | Enrico III Giulio di Borbone-Condé | Luigi di Borbone, "Le Grand Condé" |                                      |  |  |       |  |  |                          |  |  |                            |  |
|                                    | Enrico III Giulio di Borbone-Condé | Luigi di Borbone, "Le Grand Condé" |                                      |  |  |       |  |  |                          |  |  |                            |  |
|                                    | Enrico III Giulio di Borbone-Condé | Chiara Clemenza di Maillé          |                                      |  |  |       |  |  |                          |  |  |                            |  |
| Luigi III di Borbone-Condé         | Enrico III Giulio di Borbone-Condé |                                    |                                      |  |  |       |  |  |                          |  |  |                            |  |
|                                    |                                    | Anna Enrichetta del Palatinato     | Edoardo del Palatinato-Simmern       |  |  |       |  |  |                          |  |  |                            |  |
|                                    |                                    | Anna Enrichetta del Palatinato     | Edoardo del Palatinato-Simmern       |  |  |       |  |  |                          |  |  |                            |  |
|                                    |                                    | Anna Enrichetta del Palatinato     | Anna Maria Gonzaga                   |  |  |       |  |  |                          |  |  |                            |  |
| Luisa Elisabetta di Borbone        |                                    | Anna Enrichetta del Palatinato     |                                      |  |  |       |  |  |                          |  |  |                            |  |
|                                    |                                    | Luigi XIV di Francia               | Luigi XIII di Francia                |  |  |       |  |  |                          |  |  |                            |  |
|                                    |                                    | Luigi XIV di Francia               | Luigi XIII di Francia                |  |  |       |  |  |                          |  |  |                            |  |
|                                    |                                    | Luigi XIV di Francia               | Anna d'Asburgo                       |  |  |       |  |  |                          |  |  |                            |  |
| Luisa Francesca di Borbone-Francia |                                    | Luigi XIV di Francia               |                                      |  |  |       |  |  |                          |  |  |                            |  |
|                                    |                                    | Madame de Montespan                | Gabriel de Rochechouart de Mortemart |  |  |       |  |  |                          |  |  |                            |  |
|                                    |                                    | Madame de Montespan                | Gabriel de Rochechouart de Mortemart |  |  |       |  |  |                          |  |  |                            |  |
|                                    |                                    | Madame de Montespan                | Diane de Grandseigne                 |  |  |       |  |  |                          |  |  |                            |  |
|                                    |                                    | Madame de Montespan                |                                      |  |  |       |  |  |                          |  |  |                            |  |